# 早速勝三
早速 勝三（はやみ かつぞう、1847年12月2日〈弘化4年10月25日〉 - 1918年〈大正7年〉11月6日）は、明治、大正期の広島県の実業家。芸備日日新聞社主、宮島連絡船を開設した人物である。

## 人物
現在の広島県広島市に早速民助の長男として出生。幼少時に両親と死別。浅野家の御小人を務めていた。
廃藩置県時に御小人は廃止され失業。当面は比治山（現在の広島市南区比治山）の早速本家に身を寄せたが、代書業を開業。まもなくして大手町一丁目（現在の中区大手町）に事務所を構え、1882年（明治15年）には早速社として、書籍取次販売業に進出した。
早速整爾伝には、その時のエピソードとして、広島に電話が開通した時、真っ先に申し込みに行き、列が出来るのを待った上で8番目に並んだ。その上で、名前の早速（はやみ）に掛けて、8番の電話番号を得て満足した話が載っている。
進出した書籍販売業が当たり、本業の代書業より多忙になり事業を拡大。後に代書業を放棄した。書籍の広告の件で芸備日報（のちの芸備日日新聞）とも親密になり、業務の委託。さらには、芸備日報の発行元の芸備日報社を債券として受け取った。
受け取った「芸備日報」の紙名を芸備日日新聞に改め、また会社名を「芸備日報社」から「芸備日日新聞社」に改めて、部数を拡大。広島最大かつ、1895年（明治28年）当時で全国で5本の指に入る出版部数の新聞社に育て上げた。
その他、個人企業である早速社を通じて、引き続いて書籍販売業をしたほか、薪炭業・時計販売・瀬戸内海内での廻船問屋運営。さらには、早速丸など数隻の所有。1897年（明治30年）には宮島連絡船を開設した。1899年（明治32年）に同航路を売却、呉を経由し宇品と三津浜を結ぶ広島・松山連絡航路を経営した。 
また、運営する芸備日日新聞で、早速整爾との連名で対抗候補へのメッセージ掲載なども行っている。
1918年（大正7年）11月6日、70歳で死去した。
また、養子の早速整爾は、芸備日日新聞の社主及び主筆を初め、県会議員、衆議院議員、さらには農林大臣や大蔵大臣など、広島を代表する政治家になっている。